# 広橋兼郷
広橋兼郷（ひろはし かねさと、応永8年（1401年） - 文安3年（1446年）4月12日)は、室町時代中期の公卿。初名は広橋宣光、別名は広橋親光。

## 官歴
- 応永16年（1409年）：文章生
- 応永17年（1410年）：従五位下
- 応永18年（1411年）：治部少輔
- 応永19年（1412年）：侍従
- 応永22年（1415年）：右衛門権佐
- 応永23年（1416年）：左衛門権佐、従五位上
- 応永24年（1417年）：正五位下
- 応永25年（1418年）：蔵人
- 応永26年（1419年）：権右少弁、正五位上
- 応永27年（1420年）：左少弁
- 応永28年（1421年）：右中弁
- 応永29年（1422年）：従四位上
- 応永30年（1423年）：蔵人頭
- 応永31年（1424年）：左中弁、正四位上
- 応永32年（1425年）：参議
- 正長元年（1428年）：従三位、権中納言
- 永享4年（1432年）：院執権
- 嘉吉元年（1441年）：正三位
- 文安2年（1445年）：従二位

## 系譜
- 父：広橋兼宣
- 子：日野春龍丸
- 子：広橋綱光